# Кылыччи, Адем
Адем Кылыччи (тур. Adem Kılıççı; 5 марта 1986, Агры) — турецкий боксёр средних весовых категорий, выступал за сборную Турции. Участник двух летних Олимпийских игр, бронзовый призёр чемпионата мира, обладатель серебряной медали чемпионата Европы, вице-чемпион Средиземноморских игр, многократный победитель национального первенства.

## Биография
Адем Кылыччи родился 5 марта 1986 года в городе Агры. Первого серьёзного успеха на ринге добился в 2004 году, когда в полусреднем весе выиграл серебряную медаль на чемпионате мира среди студентов в Анталии. В 2006 году впервые победил на первенстве Турции, а ещё через год успешно съездил на молодёжный чемпионат в Дублин, откуда привёз награду бронзового достоинства, и на взрослый чемпионат мира в Чикаго, где на стадии полуфиналов проиграл американцу Деметриусу Андраде. Получив бронзу мирового первенства, автоматически прошёл квалификацию на летние Олимпийские игры 2008 года в Пекин, планировал побороться здесь за медали, но в первом же матче на турнире со счётом 3:14 уступил представителю Великобритании Билли Джо Сондерсу.
В 2009 году Кылыччи перешёл из первой средней весовой категории во вторую, завоевал серебряную медаль на Средиземноморских играх в Пескаре. Также в этом сезоне принимал участие в состязаниях чемпионата мира в Милане, однако попасть в число призёров не сумел. В 2010 году в третий раз выиграл чемпионат Турции, побывал на первенстве Европы в Москве, тем не менее, на стадии четвертьфиналов был выбит российским боксёром Артёмом Чеботарёвом, который в итоге и стал чемпионом. Несмотря на это, в следующем году турку всё-таки удалось добыть медаль европейского чемпионата, на домашнем турнире в Анкаре он дошёл до финала и получил серебро. Позже в результате череды успешных выступлений Адем Кылыччи удостоился права защищать честь страны на Олимпийских играх 2012 года в Лондоне — в первых двух матчах выиграл, но в третьем потерпел поражение от японца Рёты Мураты, будущего олимпийского чемпиона.